# Racing Shoes Camiel Thomas
Racing Shoes Camiel Thomas was een pioniersbedrijf uit Roeselare dat hoofdzakelijk schoenen produceerde voor wielrenners, in 1922 opgericht door Camiel Thomas. Na de Tweede Wereldoorlog breidde het aanbod uit met koerspetjes en musettes. Ook de echtgenote, dochters, zoon en schoonbroer van Camiel waren in de onderneming actief. De familie bouwde een internationaal netwerk uit en had renners en wielerploegen in binnen- en buitenland als klanten. Hun producten werden naar verschillende continenten geëxporteerd. Het bedrijf legde de boeken neer in 2007.

## Geschiedenis

### Oprichting en groei
Kort na hun huwelijk in 1922 startten schoenmaker Camiel Thomas en zijn echtgenote Romanie Depoortere een eigen zaak in een huurwoning in de Ieperstraat in Roeselare. Ze begonnen er met de productie van schoenen voor wielrenners en lanceerden verscheidene eigen merken. De renners Gaston Rebry en Félicien Vervaecke behoorden tot de eerste generatie Belgische toppers die koersten met de schoenen van Camiel Thomas. 
Vanaf de jaren 1930 werkte Achiel Depoortere, de schoonbroer van Camiel Thomas, in de zaak als schoenmaker. In die periode barstte het gebouw in de Ieperstraat door de toenemende bedrijfsactiviteiten uit haar voegen. Camiel en zijn vrouw kochten in dezelfde straat een pand dat bestond uit een woonhuis, een atelier en een winkel. Hun aanbod bestond toen naast het eigen gamma koersschoenen ook uit aangekochte sportkleding zoals golfbroeken, bokshandschoenen en voetbaltruien. 

### Tweede Wereldoorlog
In mei 1940 vielen er Duitse bommen op Roeselare. De gebouwen van de familie Thomas liepen daarbij schade op. Door de Duitse bezetting werden de activiteiten van het bedrijf voor een stuk teruggeschroefd. Vanaf de zomer van 1942 moest de productie van schoenen zelfs een tijd worden stilgelegd. 

### Na de Tweede Wereldoorlog
Na de Tweede Wereldoorlog startte Camiel met de export van zijn producten naar het Verenigd Koninkrijk. In die periode begonnen ook zijn kinderen mee te werken in de onderneming. Zo hadden dochters Marie-Madeleine, Agnes en Gabriëlla een opleiding tot stikster gevolgd en startten zij met de productie van koerspetjes en musettes. Daarnaast werkten ook verscheidene thuisstiksters in opdracht van het bedrijf. Zoon Pierre, die net als zijn vader en grootvader schoenmaker was, hield zich dan weer bezig met het vervaardigen van schoenen. 

### Vrouwen aan het roer
In de loop van de jaren 1950 deed Camiel het wat rustiger aan en kwam de praktische leiding van het bedrijf in handen van zijn dochter Agnes. Na het overlijden van Camiel in 1964 namen de vrouwen volledig het roer over, wat in die tijd uitzonderlijk was. Eerst kwam de zaak officieel op naam van zijn weduwe Romanie, daarna werd dochter Agnes zaakvoerster. Onder haar leiding kon de onderneming zich overeind houden in een door mannen gedomineerde wielerwereld en werd de verkoop van de koerspetjes groter dan die van de koersschoenen. Profploegen zoals La Vie Claire, 7-Eleven en Lotto maakten in de jaren 1980 en 1990 deel uit van het klantenbestand. 

### Einde van het bedrijf
Midden de jaren 1990 gingen de zaken achteruit. Steeds meer wielerploegen begonnen samen te werken met gespecialiseerde kledingfabrikanten. Daarnaast verkozen ze wielerschoenen in kunststof in plaats van de lederen schoenen van de familie Thomas. Het overlijden van zaakvoerster Agnes in 2007 betekende het einde van het familiebedrijf, 85 jaar na de oprichting. In 2020 stierf Gabriëlla, de laatste van de zussen Thomas. Enkele maanden na haar overlijden werd het pand met het woonhuis, het atelier en de winkel van de familie Thomas verkocht. 

## Internationaal netwerk
Camiel Thomas bouwde al snel een internationaal netwerk uit waardoor hij zijn producten ook in het buitenland aan de man kon brengen. De samenwerking met wielrenner Hector Martin leidde tot de verkoop van koersschoenen in o.a. Frankrijk, Luxemburg en Duitsland. 
Het Verenigd Koninkrijk vormde verscheidene jaren het exportland bij uitstek voor Racing Shoes Camiel Thomas. Via het bedrijf van de in België geboren Brit Tommy Hill kwamen de schoenen van Camiel Thomas daar op de markt. De onderneming uit Roeselare werkte ook samen met de Britse importeur Ron Kitching. Verscheidene Britse toppers zoals de wereldkampioenen Tom Simpson en Beryl Burton droegen in Roeselare geproduceerde koersschoenen. 
Racing Shoes Camiel Thomas had ook klanten in de Verenigde Staten. Zo verkocht de uitgeweken Belgische renner Gerard Debaets schoenen uit Roeselare in zijn winkel in Paterson in de staat New Jersey. De schoenen van het merk Hector Martin werden eveneens verdeeld in Zuid-Afrika. In de jaren 1960 kwam er voor Camiel Thomas met het voormalige Belgisch-Congo een tweede exportland bij op het Afrikaanse continent. 

## Merken

### Gebroeders Martin en A. Van Hecke
Camiel bracht zeker al vanaf 1926 zijn eerste eigen koersschoenen op de markt. Dat gebeurde onder de merknaam Gebroeders Martin en A. Van Hecke. Hij koos aanvankelijk voor drie renners uit zijn thuisstad Roeselare als uithangbord. Dat waren de broers Leon en Hector Martin en Alfons Van Hecke. 

### Hector Martin

Reclamevlag voor Rijwielschoenen Hector Martin, uitgebracht door Racing Shoes Camiel Thomas in de jaren 1930. (collectie KOERS. Museum van de Wielersport - Roeselare)

Eind december 1928 koos Camiel voor één renner als uithangbord. Hij ondertekende toen een overeenkomst met Hector Martin. Daardoor mocht hij schoenen met de naam van de renner als merk verkopen. In de Ronde van Frankrijk van 1927 won Hector Martin de 3e etappe en de 22e etappe en droeg hij 4 dagen de gele trui. In 1928 zegevierde hij in de marathonklassieker Bordeaux-Parijs. De renner uit Roeselare had een goeie reputatie en veel contacten. Die factoren speelden een grote rol in de samenwerking met Camiel Thomas. 
In 1929 werden belangrijke wedstrijden zoals het WK, de Ronde van Frankrijk en Bordeaux-Parijs gewonnen door renners die schoenen van het merk Hector Martin droegen. Camiel Thomas gebruikte deze prestaties dan ook gretig in zijn promocampagnes. 
De Hector Martin-schoenen waren opgenomen in de eerste catalogus van de Britse importeur Ron Kitching en kwamen ook via het bedrijf van de in België geboren Brit Tommy Hill op het markt in het Verenigd Koninkrijk.
De schoenen zelf waren licht en hadden verluchtingsgaten. Er werd ook een wintermodel gemaakt, een gesloten schoen zonder verluchtingsgaten. 

### Grand Sport
Na Hector Martin volgde Grand Sport. Qua vorm leek dit type sterk op zijn voorganger. Al waren er wel kleine verschillen. Zo had dit merk drie rijen gaatjes voor de ventilatie en niet langer twee. 

### Olympia
Deze schoenen hadden elementen van de merken Hector Martin en Grand Sport. Net als de Hector Martin-schoenen stonden ze in de eerste catalogus van Ron Kitching. Ook van dit merk bracht Camiel Thomas een wintermodel op de markt. 

### De Campione-lijn
Geïnspireerd door de successen van Italiaanse campionissimi zoals Gino Bartali en Fausto Coppi kwam Camiel Thomas met de Campione-lijn op de proppen. Qua vorm leken ze op de voorgaande types. In de afwerking werden in beperkte mate kleuren gebruikt. De schoenen van deze lijn kregen de merknamen Campione, Campione del Monde en Campionissimo. 

### Albert Sercu Shoes
Na Hector Martin commercialiseerde Camiel Thomas met Albert Sercu Shoes nog een merknaam van een renner uit zijn thuisstad Roeselare. Sercu won in 1947 o.a. Omloop Het Volk en pakte zilver op het WK op de weg. 

## Archieven
Het volledige bedrijfsarchief van Racing Shoes Camiel Thomas wordt bewaard in KOERS. Museum van de Wielersport, in Roeselare. Het omvat naast documenten uit de boekhouding ook promotiemateriaal en briefwisseling met klanten waaronder verscheidene wielrenners. Het museum beschikt verder over beeldmateriaal zoals familiefoto’s, persoonlijke briefwisseling van de familie Thomas en diverse objecten waaronder koersschoenen en gereedschap. 